# Ашот I Великий
Ашот І Великий (*820 — †890) — цар Вірменії у 885–890 роках, визначний вірменський політичний та військовий діяч.

## Життєпис

### Молоді роки
Походив з могутнього та впливового вірменського роду Багратідів (інакше Багратуні). Був старшим сином Смбата VIII Сповідника, князя князів й спарапета Вірменії, та Ріпсіме, що походила з роду Арцруні.
В цей час на Кавказі панував Аббасидський халіфат. Батько Ашота разом з іншими вірменськими князями у 850 році спробував здобути для країни свободу, повставши проти арабів. У цій війні брав участь молодий Ашот. Проте повстання зазнало поразки, а князя Смбата відправили до ставки халіфа — Самарру, де той у 862 році помер. Незважаючи на складне становище для Багратидів, Ашот у 856 році домігся визнання себе князем на час відсутності батька, зберіг значну частину родинних володінь. Ще раніше (850 року) приєднав до своїх володінь князівство Багреванд. Ашот вичікував гарної нагоди для початку нового повстання.

### Боротьба за владу
У 860 році почалася чергова війна халіфату з Візантійською імперією. Намагаючись зберегти вірність Вірменії й отримати від неї війська, халіф Аль-Мустаїн визнав Ашота князем князів та спарапетом Вірменії (тепер його звали Ашот V). У 862 році робить своєю столицею місто Баґаран, а область Ширак стає базою для Ашота у боротьбі за владу у Вірменії.
У 862 році Ашот, користуючись родинними зв'язками з династією Арцруні, яка володіла князівством Васпуракан, втрутився у боротьбу за владу в середині цього князівства. Ашот швидко зробив його залежним від себе, а також приєднав область навколо міста Ван. У 863 році поширюється вплив держави Ашота на князівство Геларкунік, з яким встановлено династичні зв'язки.
Після цього Ашот вступає у боротьбу із сусідніми арабськими емірами — Маназгірта, Барди, Тарона, з якими успішно воює протягом 877–884 років. Водночас проводить активну політику на півночі — у сусідній Грузії, де правила споріднена династія Багратіоні. Ашот розбив Гурама та Нарсеса, союзників халіфата, й допоміг оволодіти Грузією Давиду I.

### Царювання
У 875 році відбулися збори знаті та церковних зверхників, де вирішено було домагатися царського трону для Ашота, а надалі незалежності від халіфату. Халіф аль-Мутамід вдовольнив прохання про царський титул лише у 885 році. Проте мав намір зберегти владу арабів над Вірменією. Царську корону Ашоту також надіслав імператор Василій I. Незабаром відбулася коронація під проводом католикоса Геворка II. Тепер Ашота Багратіда стали звати Ашот I. Проте становище у нього залишалося складним — Вірменія вимушена була визнати себе васалом з виплатою данини як з боку халіфата, так й Візантії.
Цар Ашот I у 886–888 роках проводить значний час для придушення незалежних вірменських князів. Придушені повстання князів Двін, Вананд, Гугарк, емірів Маназкерта та Карса. Останній було захоплено, й згодом він став ще однією столицею Вірменського царства.
Помер Ашот I у 890 році у своїй столиці Баґаран.

## Родина
Дружина — Катраніде
Діти:
- Смбат (850—912), цар Вірменії з 890 до 912 року
- Сасак (?—?)
- Шапур (д/н—912), спарапет Вірменії з 890 до 912 року
- Давид (д/н—902)
- Софія (?—?), дружина Григора—Дереніка, князя Васпуракана
- Маріам (д/н—914), дружина Васака IV, Геларкуніка